# Hnilec (district de Spišská Nová Ves)
Hnilec (allemand : Großeisenbach) est un village de Slovaquie situé dans la région de Košice. Son nom est tiré de la rivière du même nom.

## Histoire
Première mention écrite du village en 1290.

## Démographie

### Évolution de la population
| Année:               | 1994. | 2004.    | 2014.    | 2024.   |
| -------------------- | ----- | -------- | -------- | ------- |
| Nombre de personnes: | 568   | 508      | 438      | 411     |
| Différence:          |       | -10,56 % | -13,77 % | -6,16 % |

| Année:               | 2023. | 2024.   |
| -------------------- | ----- | ------- |
| Nombre de personnes: | 407   | 411     |
| Différence:          |       | +0,98 % |